# Tuvia Vesheva Benotav
Tuvia Vesheva Benotav ("Tuvia e le sue sette figlie") è un film del 1968 diretto da Menahem Golan.